# Моніка Рамірес
Моніка Рамірес (нар. 27 грудня 1993) — андоррська плавчиня.
Учасниця Олімпійських Ігор 2012 року.